# Diego von Bergen
Carl-Ludwig Diego von Bergen (* 30. Oktober 1872 in Bangkok; † 7. Oktober 1944 in Wiesbaden) war ein deutscher Diplomat. Er war von 1920 bis 1943 Botschafter des Deutschen Reichs beim Heiligen Stuhl.

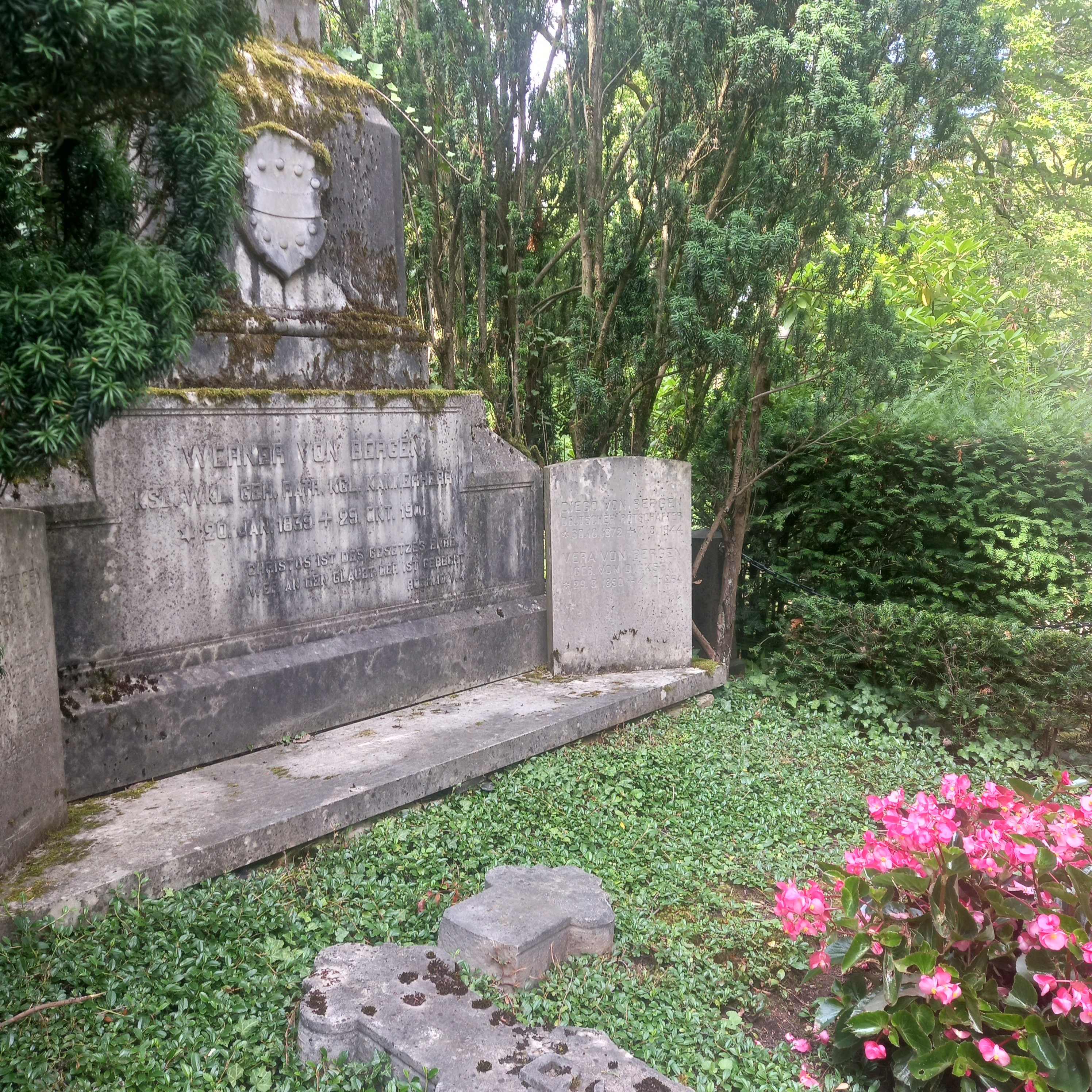
Das Grab von Diego von Bergen und seiner Ehefrau Vera, geborene von Dirksen, im Familiengrab auf dem Nordfriedhof (Wiesbaden)

## Leben
Von Bergen war der Sohn des damaligen deutschen Konsuls in Siam, Werner von Bergen, und der Spanierin Isabel geb. de Alcalá. Er ist ein Familienmitglied des brandenburgischen Adelsgeschlechts Berg. Er gehörte der evangelischen Konfession an. Die ersten Jahre seiner Kindheit verbrachte er in Bangkok, Saigon und Guatemala, bis er 1881 an die Klosterschule Roßleben kam. Nach dem Abitur 1888 studierte er Rechtswissenschaften an der Universität zu Berlin. Er wurde 1895 zum Dr. iur. promoviert und trat im selben Jahr in den diplomatischen Dienst, seine erste Position war Attaché in Guatemala. Nach Beendigung des Vorbereitungsdienstes wurde er 1898 Legationssekretär. Im Jahr darauf wurde er als zweiter Sekretär der Gesandtschaft in Peking eingesetzt, 1901 nach Brüssel, 1905 nach Madrid versetzt.
1906 wurde er Gesandter des Königreichs Preußen beim Vatikan. Nach seiner Rückkehr war er von 1911 bis 1919 Mitarbeiter des Auswärtigen Amtes und wurde 1914 zum Außerordentlichen Gesandten und Bevollmächtigten Minister ernannt sowie 1915 zum Wirklichen Legationsrat und Vortragenden Rat. Zuletzt war von 1917 bis 1919 Ministerialdirigent in der Politischen Abteilung des Auswärtigen Amtes.
Im Ersten Weltkrieg war von Bergen damit beauftragt, Lenin im Auftrag der OHL durch Deutschland nach Russland zu schleusen.
Im Mai 1919 wurde er dann zunächst wieder Gesandter beim Vatikan und war dann von 1920 bis 1943 erster Botschafter des Deutschen Reichs beim Heiligen Stuhl. Von 1930 bis 1943 war er der Doyen des Diplomatischen Corps der beim Heiligen Stuhl akkreditierten Botschafter.
Nach Beginn des Zweiten Weltkrieges kam es zunehmend zu Spannungen zwischen dem Deutschen Reich und dem Vatikan. Nach der Weihnachtsansprache von Papst Pius XII. 1942 befahl Reichsaußenminister Joachim von Ribbentrop Bergen dem Vatikan als Reaktion auf die Weihnachtsansprache 1942 mit Vergeltungsmaßnahmen zu drohen. Botschafter Bergen, der dem Auftrag seines Berliner Vorgesetzten nachkam, berichtete, dass der Papst ihm zunächst schweigend zugehört habe. Dann habe er in aller Ruhe gesagt, ihn bekümmere nicht, was ihm zustoßen werde. Doch käme es zu einem Konflikt zwischen der Kirche und dem deutschen Staat, so würde der Staat den Kürzeren ziehen.
Von Bergen, der am 30. Oktober 1939 die Aufnahme in die NSDAP beantragt hatte und zum 1. November desselben Jahres aufgenommen wurde (Mitgliedsnummer 7.232.700), wurde auf diesem Posten Mitte 1943 vom bisherigen Staatssekretär im Auswärtigen Amt, Ernst von Weizsäcker, abgelöst.
Von Bergen hatte mit Ellen-Vera von Dirksen, verw. Gräfin von Wedel zwei Kinder.